# Pärsti
Pärsti är en ort i Estland. Den ligger i Pärsti kommun och landskapet Viljandimaa, i den centrala delen av landet, 120 km söder om huvudstaden Tallinn. Pärsti ligger 105 meter över havet och antalet invånare är 171.
Terrängen runt Pärsti är huvudsakligen platt. Pärsti ligger uppe på en höjd. Runt Pärsti är det tätbefolkat, med 659 invånare per kvadratkilometer. Närmaste större samhälle är Viljandi, 7,8 km sydost om Pärsti. Omgivningarna runt Pärsti är en mosaik av jordbruksmark och naturlig växtlighet.